# Mirko Barbagli
Mirko Barbagli est un footballeur italien né le 29 décembre 1982 à Arezzo. Il évolue au poste de défenseur latéral gauche.

## Carrière
- 2002-2004 : AC Arezzo  Italie (43 matchs en Serie C1)
- 2004-2007 : AC Arezzo  Italie (57 matchs en Serie B)
- depuis 2007 : US Grosseto FC  Italie (Serie B)